# Carl Cichorius
Carl Cichorius (* 22. September 1888 in Leipzig; † 7. September 1944 in Elbing, Reichsgau Danzig-Westpreußen) war ein deutscher Verwaltungsjurist in Preußen.  Zuletzt war er Landrat in Elbing.

## Leben
Cichorius studierte an der Albert-Ludwigs-Universität Freiburg Rechtswissenschaft und wurde 1908 im Corps Suevia Freiburg recipiert. Ab 1912 war er Gerichtsreferendar an verschiedenen Amtsgerichten und am Landgericht Breslau. Es folgte 1914 der Kriegsdienst. Nach dem Ersten Weltkrieg war er im Freistaat Preußen beim Landrat in Oels und der Regierung in Breslau beschäftigt. 1920 wirkte er an der Verwaltungsstelle als Regierungsassessor beim Oberpräsidenten der Provinz Oberschlesien. Er wurde dort zum Regierungsrat und 1925/26 zum Landrat in Kreis Elbing ernannt. Diese Position behielt er bis zu seiner Ermordung im Jahr 1944. Außerdem war er auch Vorsitzender der Kreissparkasse und Oberstführer des Deutschen Roten Kreuzes. Cichorius war seit 1928 Mitglied der Deutschen Volkspartei und trat zum 1. Mai 1933 der NSDAP bei (Mitgliedsnummer 2.327.236).